# Toast Havaji
Toast Havaji je hiter prigrizek, ki je različica toplega sendviča.
Osnovne sestavine so toast, šunka, sir in ananas.
Izum te jedi pripisujejo televizijskemu kuharju Clemensu Wilmerodu, ki ga je prvi predstavil javnosti. Jed je dobila ime po Havajih, otočju s slavnimi plantažami ananasa.